# Dave Christensen
David John Christensen (geb. 17. Januar 1961 in Everett, Washington, USA) ist ein American-Football-Trainer und ehemaliger Spieler. Er war 38 Jahre als Trainer im College Football tätig, unter anderem fünf Jahre als Head Coach an der University of Wyoming.

## Karriere
Christensen spielte von 1980 bis 1982 bei den Washington Huskies an der University of Washington in Seattle. 
1983 wurde Christensen Running Back Coach an der Western Washington University, wo er 1985 auch sein Studium der Soziologie abschloss. 1984 und 1985 coachte er an High Schools. 
1986 begann Christensen ein Master-Studium in Sportwissenschaften an der Eastern Washington University, welches er 1988 erfolgreich beendete, und war dort zwei Jahre als Offensive Line und Defensive Line Coach tätig. 1988 war er Head Coach am Spokane Community College. Schließlich war er 1989 und 1990 Offensive Line Coach der Washington Huskies.
1990 wurde Christensen Offensive Line Coach der Toledo Rockets. Unter Head Coach Gary Pinkel wurde er nach zwei Jahren zum Offensive Coordinator befördert. 2001 folgte er Pinkel zu den Missouri Tigers.
2009 wurde Christensen Head Coach der Wyoming Cowboys. In der ersten Saison gewannen die Cowboys erstmals den New Mexico Bowl. 2011 wurde er als Mountain West Coach of the Year ausgezeichnet. In fünf Spielzeiten gewann er mit dem Team 27 Spiele bei 35 Niederlagen.
Anschließend war Christensen jeweils eine Saison als Offensive Coordinator der Utah Utes sowie als Offensive Line Coach und Run Game Coordinator der Texas A&M Aggies tätig.
2017 wurde Christensen Berater der Arizona State Sun Devils und ab 2018 deren Offensive Line Coach. Im Dezember 2020 erklärte er seinen Abschied vom College Football.
Im November 2022 stellten die Panthers Wrocław Christensen als Head Coach für die Saison 2023 in der European League of Football vor. Zwischen der regulären Saison und den Play-offs 2023 gaben die Panthers bekannt, Christensens Vertrag als Head Coach bis 2025 zu verlängern. Im Laufe der Saison 2024 wurde er vorzeitig ersetzt.